# The Secret Policeman's Ball
The Secret Policeman's Ball är en återkommande humorgala i London till förmån för Amnesty International. Galan hölls för första gången 1976 på Her Majesty's Theatre i London och släpptes senare som film under namnet Pleasure at Her Majesty's. 
Under de första åren uppträdde kända brittiska ståuppkomiker men senare kom även musikartister att medverka på galorna. Bland kända komiker som uppträtt kan nämnas Monty Python, Rowan Atkinson, Billy Connolly, Dawn French och Ruby Wax. Artister som till exempel Kate Bush, Bob Geldof, David Gilmour, Sting, Pete Townshend, U2 och Duran Duran har även de uppträtt.

## Lista över galor (urval)
- A Poke in the Eye (With A Sharp Stick) (Her Majesty's Theatre, London, 1-3 april 1976)
- An Evening Without Sir Bernard Miles (Mermaid Theatre, London, 8 maj 1977)
- The Secret Policeman's Ball (Her Majesty's Theatre, London, 27-30 juni 1979)
- The Secret Policeman's Other Ball (Theatre Royal, Drury Lane, London, 9-12 september 1981)
- The Secret Policeman's Third Ball (London Palladium, 26-29 mars 1987)
- Amnesty International Festival Of Youth (Milton Keynes Bowl, 18-19 juni 1988)
- The Secret Policeman's Biggest Ball (Cambridge Theatre, London, 30 augusti-2 september 1989)
- Barf Bites Back (Duke of York's Theatre, London, 1991)
- The Big 3-0, Amnesty's 30th Anniversary (Central Independent Television Studios, Nottingham, 13 och 15 december 1991)
- So You Think You're Irish (Gaiety Theatre, Dublin, 1997)
- So You Think You're Irish 2 (Dublin, 1998)
- We Know Where You Live (Wembley Arena, London, juni 2001)
- The Secret Policeman's Ball 2006 (Royal Albert Hall, London, 14 oktober 2006)
- The Secret Policeman's Ball 2008 (Royal Albert Hall, London, 4 oktober 2008)
- The Secret Policeman's Ball Unlocked (2020; sändning över Internet, pga. covid-19-pandemin)[1]